# 万能站
万能站位于福建省三明市沙县区凤岗街道，车站作为会让站建于1982年，以增加鹰厦线的运输能力。距鹰潭站324公里，距厦门站370公里。现为四等站。客运办理旅客乘降，不办理行李包裹托运；不办理货运业务。